# 시 (문학)

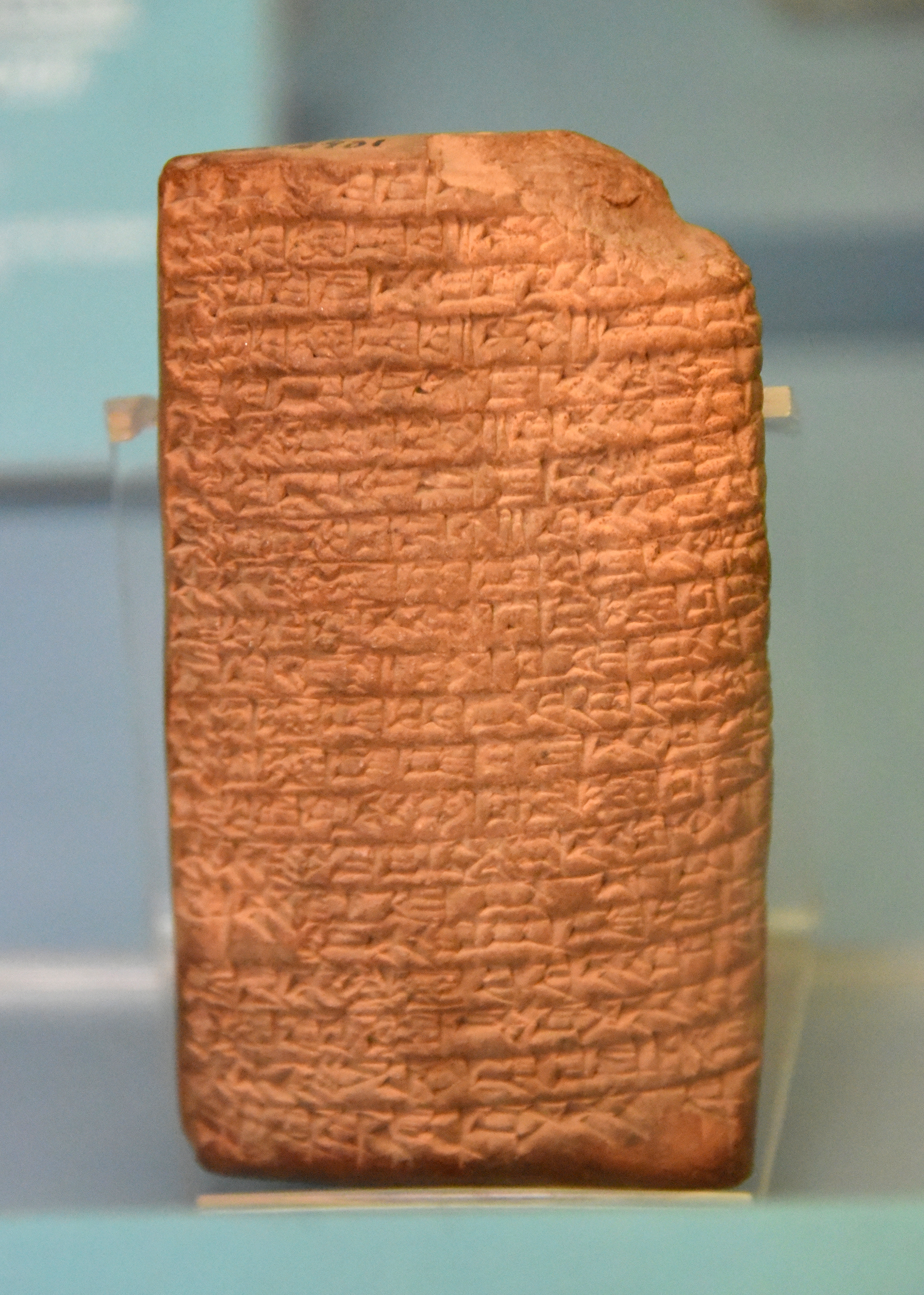
가장 오래된 것으로 알려진 사랑의 시. 이라크 니푸르의 수메르 병마용 타블렛

시(詩, poetry)란 마음 속에 떠오르는 느낌을 운율이 있는 언어로 압축하여 표현한 글이다.
시는 문자 그대로 또는 표면 수준의 의미에 추가하거나 그 대신에 의미를 불러일으키기 위해 언어의 심미적이고 종종 리드미컬한 특성을 사용하는 문학 예술의 한 형태이다. 시의 특정 사례를 시라고 부르며 시인이 썼다. 시인은 유성음, 두운법, 유포니와 불협화음, 의성어, 리듬(운율을 통해), 소리 상징과 같은 시적 장치라고 불리는 다양한 기술을 사용하여 음악적 또는 주문적 효과를 만들어낸다. 대부분의 시는 운문 형식으로 되어 있어 리듬이나 기타 의도적인 패턴을 따른다. 이 때문에 운문은 시의 동의어가 되기도 했다.
시는 길고 다양한 역사를 가지고 있으며 전 세계적으로 차별적으로 발전해 왔다. 이 시는 적어도 선사 시대 아프리카의 사냥 시와 나일강, 니제르, 볼타 강 유역 제국의 찬가와 애가 궁중 시로 거슬러 올라간다. 아프리카에서 가장 먼저 쓰여진 시 중 일부는 기원전 25세기에 쓰여진 피라미드 문헌에 등장한다. 현존하는 가장 오래된 서아시아 서사시인 길가메시 서사시는 수메르어로 쓰였다.
유라시아 대륙의 초기 시는 중국 시징과 같은 민요와 종교 찬송가(산스크리트 리그베다, 조로아스터교 가타, 후르리아 노래, 히브리 시편)에서 발전했다. 또는 이집트의 시누헤 이야기, 인도의 서사시, 호메로스의 서사시인 일리아드와 오디세이와 같이 구전 서사시를 다시 말해야 할 필요성이 있다.
아리스토텔레스의 시학처럼 시를 정의하려는 고대 그리스의 시도는 수사학, 드라마, 노래, 희극에서의 언어 사용에 초점을 맞췄다. 이후의 시도는 반복, 운문 형식, 운율과 같은 특징에 집중하고 산문으로 알려진 좀 더 객관적인 정보를 제공하는 학술적 또는 전형적인 글쓰기 형식과 시를 구별하는 미학을 강조했다.
시는 단어에 대한 차별적인 해석을 제안하거나 감정적인 반응을 불러일으키기 위해 형식과 관례를 사용한다. 모호함, 상징주의, 아이러니 및 기타 시어법의 문체적 요소를 사용하면 시가 다양한 해석의 여지가 있는 경우가 많다. 마찬가지로 은유, 직유, 환유와 같은 비유적 표현은 서로 다른 이미지 사이에 공명을 형성한다. 즉, 의미가 겹쳐져 이전에는 인식되지 않았던 연결이 형성된다. 개별 운문 사이, 운율이나 리듬의 패턴에 있어서 유사한 형태의 공명이 존재할 수 있다.
일부 시 유형은 특정 문화와 장르에 고유하며 시인이 쓰는 언어의 특성에 반응한다. 시를 단테, 괴테, 미츠키에비츠, 루미와 동일시하는 데 익숙한 독자들은 시가 운율과 규칙적인 운율을 바탕으로 한 줄로 쓰여진 것이라고 생각할 수도 있다. 그러나 성경의 시와 두운 운문과 같이 리듬과 유포니를 만들기 위해 다른 수단을 사용하는 전통도 있다. 많은 현대 시는 유포니 자체의 원리를 시험하거나 운율이나 정해진 리듬을 완전히 포기하면서 시적 전통에 대한 비판을 반영한다.
그리스어에서 유래한 언어의 "제작자"인 시인(poet)은 언어의 언어적, 표현적, 실용적 특성의 진화에 기여해 왔다. 점점 더 세계화되는 세상에서 시인들은 다양한 문화와 언어의 형식, 스타일, 기법을 적용하는 경우가 많다.
서구 문화 전통(적어도 호머에서 릴케까지 확장)은 시 창작을 영감과 연관시킨다. 종종 뮤즈(고전 또는 현대)에 의해 또는 일종의 모범이나 도전을 제시하는 다른 시인의 작품을 통해 영감을 얻는다.

## 이름의 유래
시는 한자어로 詩이며 이는 言(말씀 언)과 寺(관청 시)가 합쳐진 형성자이다. 여기서 言이 의미기호, 寺가 소리기호이다. 즉 시는 言, 언어가 그 의미내용의 핵심을 이루는 이름이며, 서경(書經)의 순전(舜典)에는 이러한 사실을 뒷받침 할 수 있는 시언지(詩言志, 언어로 나타낸 뜻이 곧 시)라는 구절이 나온다.

## 특성
시란, 울림, 운율, 조화를 가진 운문을 말하는데, 구체적으로 시작품을 성립시키는 각 시구를 가리킨다.

## 세계의 시

### 한국의 시
기록상으로 남아 있는 한국의 시의 종류는 다음과 같다. 한글이 반포되기 전의 한국어시는 향찰이나 이두로 기록되었다.
- 향가
- 고려 가요
- 시조 - 3.4.3.4 / 3.4.3.4 / 3.5.4.3으로 진행되는 한국어 시이다.
- 한시
- 현대시

#### 상고 시대
고대 한민족은 제천 의식과 가무를 통해 시가 문학을 만들어 냈다. 서정 양식은 서정시로 대표된다. 고대 한민족은 제천 의식과 가무를 통해 문학의 창조적 싹을 틔워 왔다. 시가의 기원은 원시 고대적 공동체 사회의 제의(祭儀)에서 발생하였다. 제천 의식 때 제주(祭主)가 되는 기도사(祈禱詞)나 송축사(頌祝詞), 민족적 시조신(始祖神)이나 영웅을 칭송하는 제사(祭詞) 같은 것은 신악(神樂)이나 율동적인 무용과 아울러 종합 예술의 분위기를 형성했고, 또 이것이 민족 문학의 모체가 되어 주었다. 예컨대,《삼국지》 〈동이전〉의 기록에 고구려 민족은 가무를 좋아하며 10월 제천시 국중에 대회를 갖는데, 이를 동맹이라 했다 한다. (→고구려의 제천 행사 참조) 이러한 제의에서 불린 노래가 곧 삼국 초기의 시가 문학이다. 시가는 분화되어 악기를 연주하는 노래로 발전하고, 지금은 음악으로부터 유리된 가사만이 변천의 과정을 겪고 문자로 정착되어 있는 것이다. 《삼국유사》의 가락국기(駕洛國記)에 기록된 가야 건국 신화 속에 낀 원시 시가의 유편인 〈구지가〉, 〈황조가〉, 〈공후인〉 등이 신화·전설 속에 묻혀 오늘날까지 그 가사의 내용이 한역(漢譯)으로 전해지고 있다. 이 중, 〈황조가〉는 연애 감정을 표현한 서정적인 내용의 작품으로서 집단적인 원시 문학으로부터 개인적인 고대 서정 문학으로 이행하는 과정에서 성립된 것으로 보인다.

#### 삼국 시대
삼국은 각기 부족 연맹으로부터 세력을 키워 고대 국가로 성장하였으며, 이 과정에서 자체의 문학을 발전시켰던 것으로 보인다. 삼국이 초창기에는 아직 문화적으로 제의와 밀접히 관련된 원시의 치졸한 단계에 머물러 있던 것이 삼국 시대에 이르러서는 이러한 집단적·제의적 성격을 탈피하여 개인적인 문학예술이 발달을 보게 된 것이다. 향가는 세련된 개인 창작시로서 남북국 시대의 문학을 대표하고 있다. 신라 유리왕 연대에 지어진 〈도솔가〉, 〈회소곡〉 등은 농업 국가를 형성한 신라 민족의 제신적인 성격에서 벗어난 비종교적인 시가이다. 향가는 신라의 삼국 통일 이후 본격적으로 발달한 시가 양식이다. 이것은 특히 경주 지방을 중심으로 한 화랑·승려 등 신라의 중앙 귀족층에 의해서 발달된 것으로 보인다. 따라서 제의적·민요적인 것과는 달리 개인 창작 예술로서 어디까지나 귀족 문학인 것이다. 이 향가의 완성형은 10구체이며, 그 과도기적인 형태로서 4구체와 8구체가 있다. 내용 면에서 보면, 주로 생사(生死) 등 인생의 심각한 문제를 높은 종교적인 차원으로까지 끌어올려 우아한 언어로 표현한 고상한 서정시이다. 현재 전통적인 신라 향가 14수와 균여의 불교찬가로 지어진 11수가 전하고 있다. 신라 말기에 위홍과 대구화상에 의해 향가집 〈삼대목〉이 편찬되었다고는 하나 현재는 전하지 않는다.

## 참고 자료
- 이형기, 시란 무엇인가, 한국문연 펴냄.

## 같이 보기
- 시인
- 동시
- 하이퍼텍스트 시
- 즉흥
- 스포큰 워드